# Held van de Koreaanse Democratische Volksrepubliek

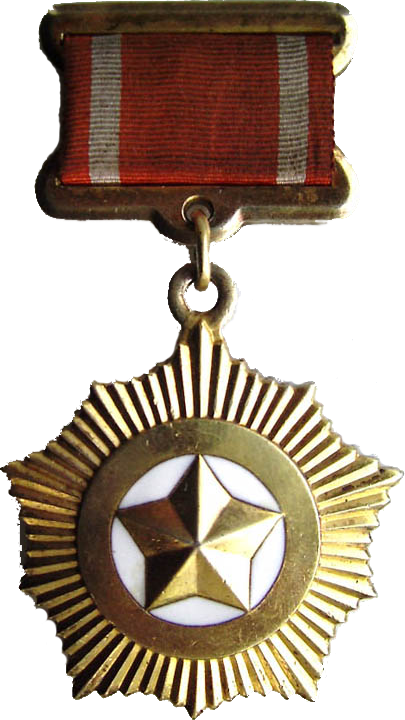
Gouden ster van de Held van de Koreaanse Democratische Volksrepubliek.

De Held van de Koreaanse Democratische Volksrepubliek (Koreaans: 공화국영웅 , Kongchuanghuk Yongung), werd ingesteld op 30 juni 1950. De onderscheiding is een vrije nabootsing van de Russische Orde van de Held van de Sovjet-Unie. Ook de in de voormalige Sovjet-Unie gebruikelijke korte benaming van "Medaille van de Gouden Ster" werd in Noord-Korea gebruikt.
De onderscheiding is een tienpuntige ster met gouden stralen aan een klein rood lint met twee witte strepen en gouden gespen aan boven- en onderzijde. In het midden van de ster is een gouden vijfpuntige ster op een rond wit medaillon uitgespaard.